# 名山室
名山室位于福建省福州市永泰县大洋镇旗杆村高盖山。2006年被国务院公布为第六批全国重点文物保护单位。
名山室始建于唐文德元年（公元888年），原名高盖名山院。五代后唐天成年间（公元927－930）闽王王延钧赐额为“名山室”，沿用至今。宋元至明清、民国时期屡有修建和兴废，至今仍留存许多宋元原物。名山室由南向北，在岩洞中建木构建筑，由主体、东室（灵龟洞）、西室（金水洞、观音洞）等组成。
东室保存有一组石窟像艺术，其雕刻内容有“太子舍身饲虎”等佛教故事，其中一幅七比丘图，疑为宋代的白莲菜教七祖图。金水洞内有一宋代原构祖师殿。观音洞内有一宋代青石构小殿，供有一尊宋代青石观音坐像，此外名山室还保留许多宋元时期须弥座、经幢、香炉以及各时期摩崖石刻等。